# Beachhandball-Asienmeisterschaften 2023/Frauen/Kader
Auf dieser Unterseite zum Frauenturnier der Asienmeisterschaften 2023 im Beachhandball werden die Kader und ausgesuchte Statistiken zu den Mannschaften aus Hongkong, Indonesien, von den Philippinen und aus Vietnam gesammelt.

## Hongkong
| Nr. | Name           | GBD | Position | Spiele | Punkte | Strafen |
| --- | -------------- | --- | -------- | ------ | ------ | ------- |
| 01  | To Yuen Pik    |     |          |        |        |         |
| 03  | Lam Ho Sum     |     |          |        |        |         |
| 04  | Sum Ming Yee   |     |          |        |        |         |
| 09  | Wong Mei Kuen  |     |          |        |        |         |
| 10  | Lau Yat Lam    |     |          |        |        |         |
| 13  | Wong Wing Tung |     |          |        |        |         |
| 15  | Hui Nga Tik    |     |          |        |        |         |
| 21  | Hui Wai Yan    |     |          |        |        |         |
| 27  | Lam Hiu Tung   |     |          |        |        |         |
| 35  | Tam Hoi Man    |     |          |        |        |         |

- Trainer: Chan Kwok Hing
- Co-Trainer: Chiu Chit Kwan
- Betreuer: Yeung Hoi Cheung, Yeung Hoi Cheung[1]

## Indonesien
| Nr. | Name                   | GBD | Position | Spiele | Punkte | Strafen |
| --- | ---------------------- | --- | -------- | ------ | ------ | ------- |
| 01  | Dhea Alfiona           |     |          |        |        |         |
| 02  | Intan Dwi Wulandari    |     |          |        |        |         |
| 03  | Vera Nanda Safitri     |     |          |        |        |         |
| 04  | Ervina                 |     |          |        |        |         |
| 05  | Aina Dheanda Putri     |     |          |        |        |         |
| 06  | Putri Adelya Rahmat    |     |          |        |        |         |
| 07  | Adelyna Kayla Saskia   |     |          |        |        |         |
| 08  | Angky Natasya Mahadewi |     |          |        |        |         |
| 09  | Sri Nurlinda           |     |          |        |        |         |
| 10  | Putri Aisah Maharani   |     |          |        |        |         |

- Trainer:  Toni Kjær
- Co-Trainer: Dwichandra Hariwibowo
- Betreuer: Abdul Kadir, Rika Atia[2]

## Philippinen
| Nr. | Name                    | GBD | Position | Spiele | Punkte | Strafen |
| --- | ----------------------- | --- | -------- | ------ | ------ | ------- |
| 05  | Camille Sambile         |     |          |        |        |         |
| 06  | Aurora Adriano          |     |          |        |        |         |
| 08  | Zharmaine Velez         |     |          |        |        |         |
| 10  | Janelle Mendoza         |     |          |        |        |         |
| 11  | Zhalyn Mateo            |     |          |        |        |         |
| 12  | Josephine Ong           |     |          |        |        |         |
| 13  | Marilourd Socorro Borja |     |          |        |        |         |
| 14  | Rapril Aguilar          |     |          |        |        |         |
| 20  | Gretchie Roque          |     |          |        |        |         |
| 24  | Nathalia Prado          |     |          |        |        |         |

- Trainer: Tomas Luis Telan
- Co-Trainerin: Bernadette Mercado
- Betreuer: Luzviminda Pacubas, Joanna Franquelli[3]

## Vietnam
| Nr. | Name                  | GBD | Position | Spiele | Punkte | Strafen |
| --- | --------------------- | --- | -------- | ------ | ------ | ------- |
| 01  | Nguyễn Nhung          |     |          |        |        |         |
| 03  | Lư Ngọc Trinh         |     |          |        |        |         |
| 05  | Nguyễn Thị Phụng Linh |     |          |        |        |         |
| 06  | Phạm Thị Mỹ Hằng      |     |          |        |        |         |
| 07  | Hà Thị Hạnh           |     |          |        |        |         |
| 08  | Đàm Thị Thanh Huyền   |     |          |        |        |         |
| 09  | Nguyễn Thị Kim Thư    |     |          |        |        |         |
| 10  | Nguyễn Tuyết          |     |          |        |        |         |
| 12  | Trần Thị Sen          |     |          |        |        |         |
| 18  | Nguyễn Thị Trà My     |     |          |        |        |         |

- Trainer: Đạo Kiên
- Co-Trainer: Ngôn Huỳnh
- Betreuer: Phạm Vượng[4]